# Ecstasy of Gold
Ecstasy of Gold é uma composição musical criada por Ennio Morricone, foi feita para a trilha sonora do filme Três Homens em Conflito, de Sergio Leone.
A banda americana de heavy metal Metallica tocou esta composição para o álbum de tributo ao Morricone, We All Love Ennio Morricone. A banda também usa a música como introdução para seus shows desde 1983

## Desempenho em Paradas Musicais
| Ano  | Versão                | Parada Musical                       | Posição |
| ---- | --------------------- | ------------------------------------ | ------- |
| 2007 | Metallica (álbum S&M) | Billboard Hot Mainstream Rock Tracks | 21      |